# 沼正作
沼正作（日语：／ Numa Shousaku，1929年2月7日—1992年2月15日），FRS，日本生物化學家、神經學家。德國利奧波第那科學院院士、美國國家科學院外籍院士。正四位勲二等旭日重光章表彰。文化功勞者。

## 生平
和歌山縣和歌山市出身，京都大學醫學部畢業。醫學博士（京都大學）。
1968年擔任京都大學醫學部教授，並曾任職於馬克斯普朗克學會、哈佛醫學院。

## 貢獻
完成世界最初對神經傳導物質受體離子通道的分子構造解析。此外也與中西重忠合作，領先世界闡明N-甲基-D-天門冬胺酸受體構造。
其偉大貢獻為他爭取了許多榮譽，但由於早逝，未能分享2003年諾貝爾化學獎。

## 榮譽
- 1973年 Heinrich Wieland Prize
- 1982年	朝日獎
- 1986年 皇家學會會士（FRS）[1]
- 1985年	日本學士院獎
- 1990年 利奧波第那科學院院士
- 1991年	美國國家科學院外籍院士
- 1991年	文化功勞者